# Celestyn IV
Celestyn IV (łac. Coelestinus IV, właśc. Goffredo da Castiglione ur. w Mediolanie, zm. 10 listopada 1241 w Rzymie) – papież od 25 października do 10 listopada 1241.

## Życiorys
W starszej historiografii przypisuje mu się, że był bratankiem papieża Urbana III, a także mnichem cysterskim, ale nie ma na to dowodów.
Między grudniem 1219 a lipcem 1223 objął urząd kanclerza archidiecezji mediolańskiej. 18 września 1227 papież Grzegorz IX mianował go kardynałem prezbiterem S. Marci, a rok później wysłał jako swojego legata do Lombardii i Toskanii. W 1238 został wybrany biskupem suburbikarnej diecezji Sabina.
Kiedy po śmierci Grzegorza IX, kardynałowie nie mogli dojść do porozumienia, do akcji wkroczył prefekt Rzymu Matteo Rosso Orsini. Zebrał 10 z 12 elektorów (2 było więzionych przez Fryderyka II) w jednym miejscu i zamknął w Septizonium, celowo stwarzając tam okrutne warunki. Zamknięci w ciasnym i dusznym pomieszczeniu, w czasie ciężkich letnich upałów, kardynałowie pozostawali tam przez kilka tygodni. Początkowo elektorzy preferowali kandydata procesarskiego, Goffreda da Castiglione, lecz nie uzyskał on wymaganej większości 2/3 głosów. Chcieli wówczas odstąpić od tej kandydatury i dokonać nowego wyboru, lecz Orsini zastraszył ich i ostatecznie w październiku 1241 r. wybrano Celestyna IV. W czasie elekcji jeden z kardynałów zmarł.
Spartańskie warunki wyczerpały Celestyna do tego stopnia, że zmarł przed konsekracją, 10 listopada 1241 roku.